# Giro oceánico

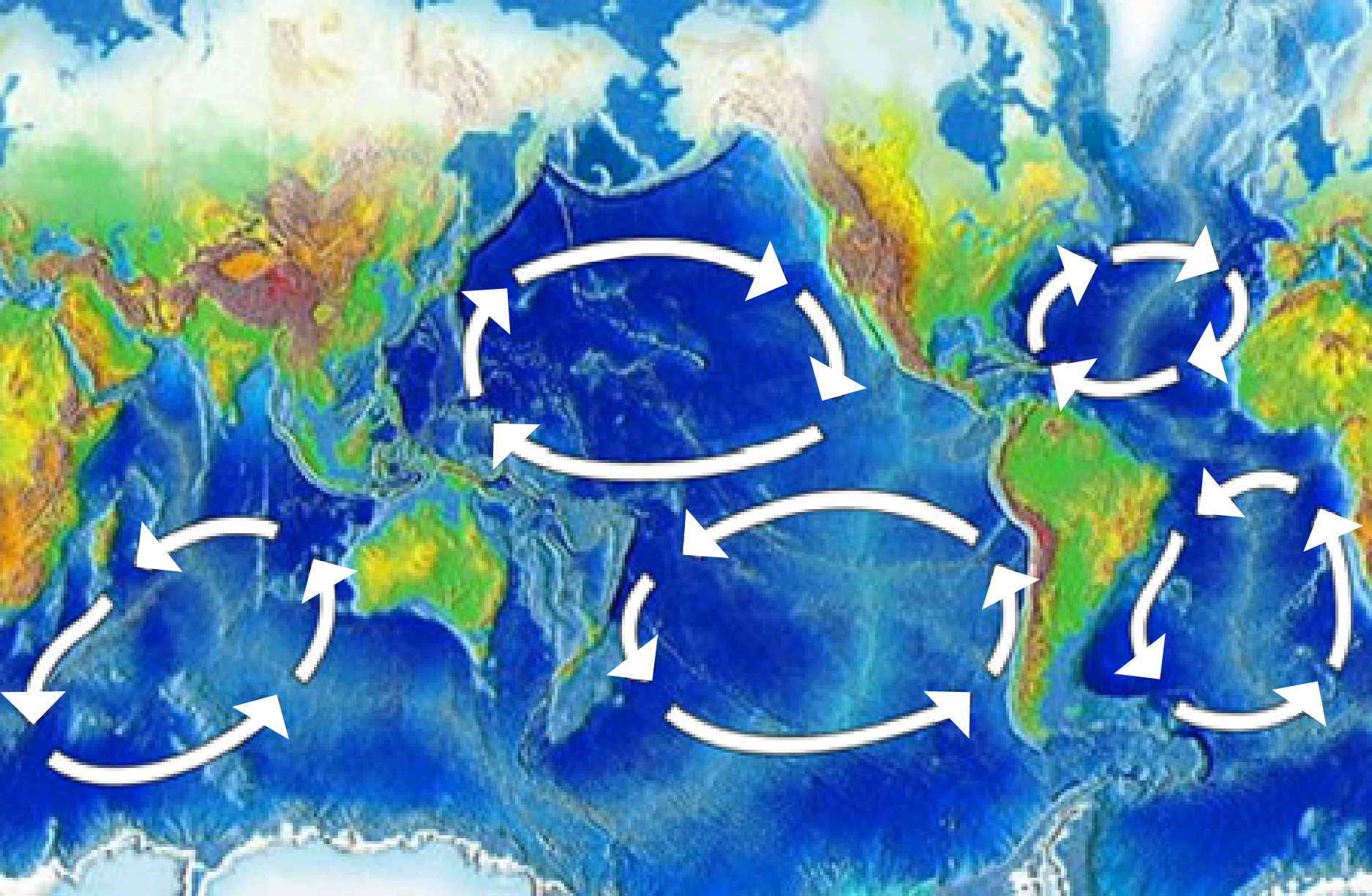
Los cinco mayores giros oceánicos.

Un giro oceánico o simplemente giro, en oceanografía, es cualquier gran sistema de corrientes marinas rotativas, particularmente las que están relacionadas con el movimiento de rotación terrestre, en especial, por la fuerza centrífuga de este movimiento en la zona ecuatorial. Los giros constituyen una manifestación del efecto Coriolis; la vorticidad planetaria, junto con la fricción horizontal y vertical, determinan los patrones de circulación del viento (momento de fuerza). El término giro puede ser usado para referirse a cualquier tipo de vórtice, tanto en el aire como en el mar, e incluso para aquellos producidos por el hombre, pero es más comúnmente usado en oceanografía para referirse a los mayores sistemas oceánicos.
Hay que hacer referencia al mapa incluido en el artículo para señalar que los giros en el hemisferio sur no son completos, ya que el tramo meridional en los océanos Índico, Pacífico y Atlántico presenta una continuidad en el espacio convirtiéndose, por lo tanto, en un giro especial (corriente circumpolar antártica) que está nítidamente separado de los giros señalados.

## Mayores giros
Los siguientes cinco giros son los más notables:
- Giro del Atlántico Norte.
- Giro del Atlántico Sur.
- Giro del océano Índico.
- Giro del Pacífico Norte.
- Giro del Pacífico Sur.

## Otros giros

### Giros tropicales

Todos los giros más grandes del mundo.

Los giros tropicales están menos unificados y tienden a estar más extendidos de oeste a este y, en menor medida, de norte a sur.
- Sistema de corrientes de la zona intertropical del océano Atlántico. Está formado por varias corrientes que conforman los distintos tramos de un gran círculo con rotación contraria a ambos lados del ecuador, con sentido horario en el hemisferio norte y antihorario en el hemisferio sur.
- Sistema de corrientes ecuatorial del Pacífico.
- Giros monzónicos indios (dos corrientes con rotación contraria en el norte del océano Índico).[3]

### Giros subtropicales
El centro de un giro subtropical es una zona de alta presión. La circulación alrededor de la alta presión es en el sentido horario en el hemisferio norte y en sentido antihorario en el hemisferio sur, debido al efecto Coriolis. La alta presión en el centro es debida a los vientos del oeste en el lado norte del giro y a los vientos alisos del este en el lado sur del giro. Esto causa corrientes superficiales de fricción hacia la latitud en el centro del giro. La acumulación de agua en el centro del giro crea un flujo ecuatorial en el océano en los 1000 a 2000 m superiores, a través de dinámicas más complejas. Este flujo ecuatorial se vuelve hacia los polos en una corriente de límite oeste intensificada.
Esas intensificadas corrientes fronterizas son: en el giro del Atlántico Norte, la corriente del Golfo; en el giro del Pacífico Norte, la corriente de Kuroshio; en el giro del Atlántico Sur, la corriente del Brasil; en el giro del Pacífico Sur, la corriente de Australia Oriental; y en el giro del océano Índico la corriente de las Agujas.

### Giros subpolares
Los giros subpolares se forman en las latitudes altas (alrededor de los 60°). La circulación del viento y el agua es en sentido antihorario en el hemisferio norte, alrededor de áreas de bajas presiones, como las persistentes Auletianas bajas y la depresión de Islandia. Las corrientes de superficie se mueven generalmente hacia el exterior desde el centro del sistema. Esto conduce al transporte de Ekman, que crea una surgencia de agua rica en nutrientes en lugares poco profundos.
La circulación subpolar en el hemisferio sur está dominada por la corriente Circumpolar Antártica, debido a la ausencia de importantes masas de tierra que lleguen al océano Antártico. Existen algunos giros menores en el mar de Weddell y el mar de Ross, como el giro de Weddell y el giro de Ross que circulan en dirección horaria.